# Gino Carlotti

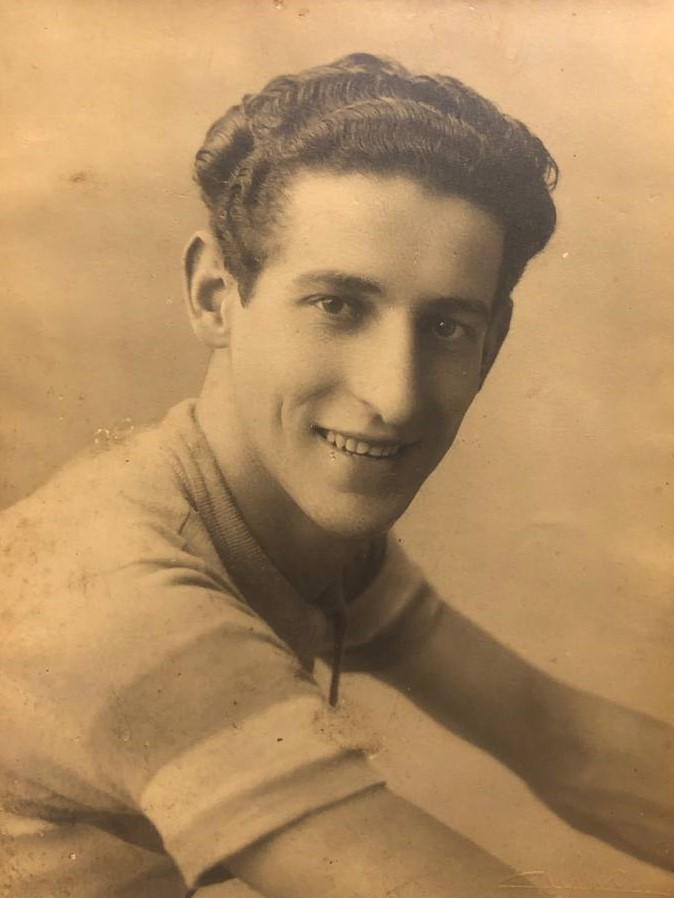
Gino Carlotti

Gino Carlotti, all'anagrafe Tomaso (Manerbio, 26 novembre 1919 – Manerbio, 5 luglio 2009), è stato un ciclista italiano.

## Carriera
Inizia la carriera da dilettante negli anni quaranta e per tre anni fu titolare della maglia di campione provinciale. Nel 1941 arriva primo alla Coppa "Capelli" e terzo ai campionati interfederali G.I.L. Nel 1942 vince la seconda edizione del Trofeo "Pietro Scapinelli", arriva secondo alla coppa "Chierreghin" a Pavia e vince la coppa "Tramontini". In campo dilettantistico annovera una convocazione in un gruppo di venti per le Olimpiadi.
Nel 1945 vince la prima edizione della corsa di linea Vicenza-Bionde. Il 22 settembre 1946 si piazza terzo allo storico Trofeo Baracchi. In squadra con Serse Coppi partecipò al Piccolo giro della Svizzera del 1946, edizione vinta da Fritz Sherr. Nella Milano-Varzi del 1945 dopo una fuga di cento chilometri in compagnia di Fausto Coppi dovette arrendersi alla fatica. La corsa fu poi vinta da Serse Coppi.
Passista veloce fu presente anche ad un Giro di Lombardia e a numerose manifestazioni sulla celebre pista del Vigorelli.

## Dopo il ritiro
Vince il titolo di "Re Nasone 1982" al quattordicesimo campionato di Soragna (Parma), incoronazione che gli valse un ospitata in tv da Raffaella Carrà.